# Грегори Ламболе
Грегори Ламболе (фр. Grégory Lamboley; 12. јануар 1982) професионални је рагбиста и репрезентативац Француске.

### Клупска каријера
Игра у другој линији мелеа и по потреби у трећој линији. За Тулуз је одиграо до сада 321 меч и постигао 23 есеја. Са Тулузом је освајао титуле првака Француске. 

### Репрезентација Француске
У дресу Француске дебитовао је против Шкотске 2005. Био је део селекције Француске на светском првенству 2007. За "галске петлове" је до сада одиграо 14 тест мечева и постигао 1 есеј.

## Успеси
Титула првака Француске са Тулузом 2008, 2011.